# Isotheciadelphus obtusifolius
Isotheciadelphus obtusifolius là một loài Rêu trong họ Lembophyllaceae. Loài này được Dixon mô tả khoa học đầu tiên năm 1936.